# Älvkvarnstenen
Älvkvarnstenen kallas en skålgropssten med RAÄ-nummer Brännkyrka 134:1 som ligger intill byggnaden Lerkrogen i kvarteret Prästgårdstegen vid Götalandsvägen 224 i Solberga i södra Stockholm. Den flyttades 1966 till en skogsbacke vid korsningen Rågsvedsvägen / Huddingevägen och 1994 ytterligare en gång  till sin nuvarande plats.

## Stenens olika placeringar
Älvkvarnstenen låg ursprungligen i en flack södersluttning ungefär 1 100 meter sydsydväst om sin nuvarande plats (RAÄ-nummer Brännkyrka 134:2). Området kallades Hästhagen och hörde till Älvsjö gård. 
När platsen omvandlades till ett industriområde med bland annat breddning av spårområdet (Västra stambanan går förbi här) och en ny vagnhall för SJ flyttades stenen 1966 cirka 1  600 meter sydsydost till en skogsbacke vid korsningen Rågsvedsvägen / Huddingevägen. Där låg den sedan undanskymd och bortglömd i många år men återupptäcktes och flyttades 1994 på initiativ av Brännkyrka hembygdsförening till sin nuvarande plats intill Lerkrogen som är föreningens hemvist.

## Stenen
Älvkvarnstenen är ett block med måtten 1,8 × 1,2 meter (längd × bredd) och cirka 0,2 till 0,5 meters höjd över marken. På dess yta finns ungefär 120 gropar inhuggna, så kallade älvkvarnar. Enligt folktron skulle älvor mala säd i groparna (därav namnet). Dessa har en diameter på 3 till 6 centimeter och är 1,5 till 3 centimeter djupa. I sydöstra hörnet finns ett borrhål. Skålgropsstenarnas storhetsperiod är förlagd till bronsåldern.

## Bilder

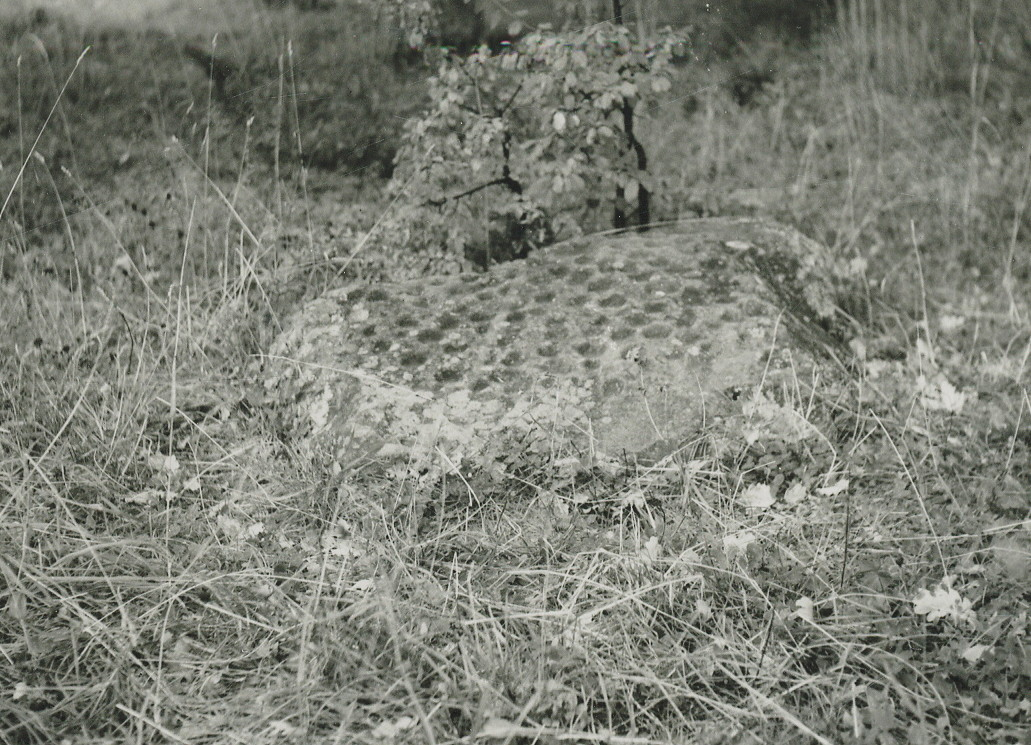
Stenen på sin ursprungliga plats 1961
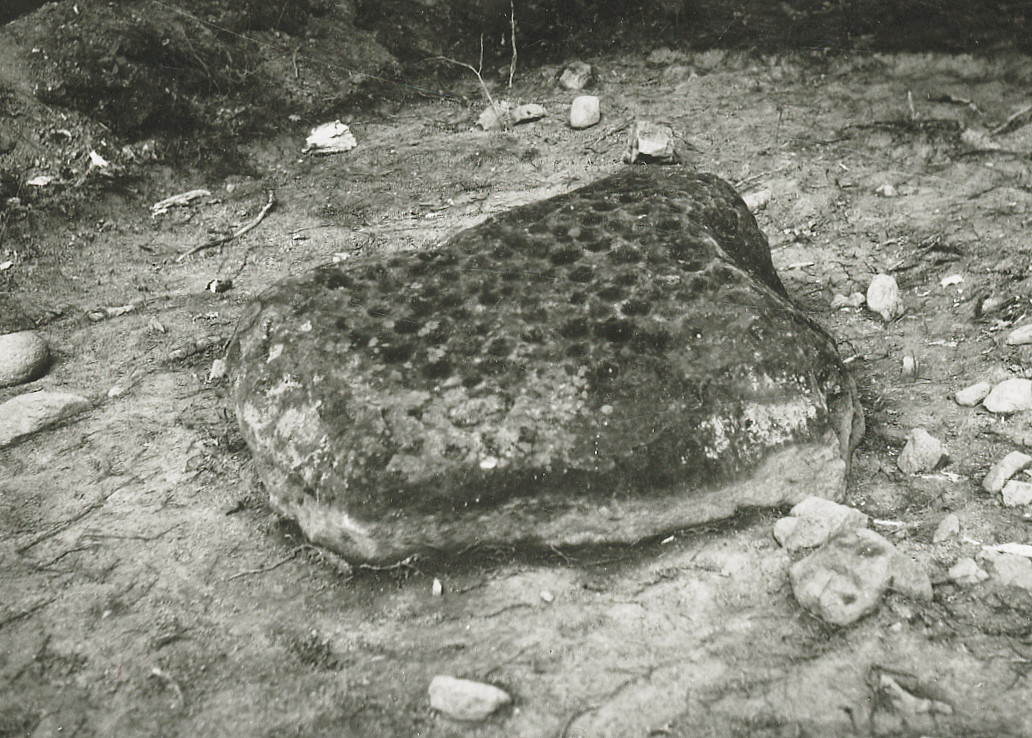
Stenen frilagd inför flyttning 1966
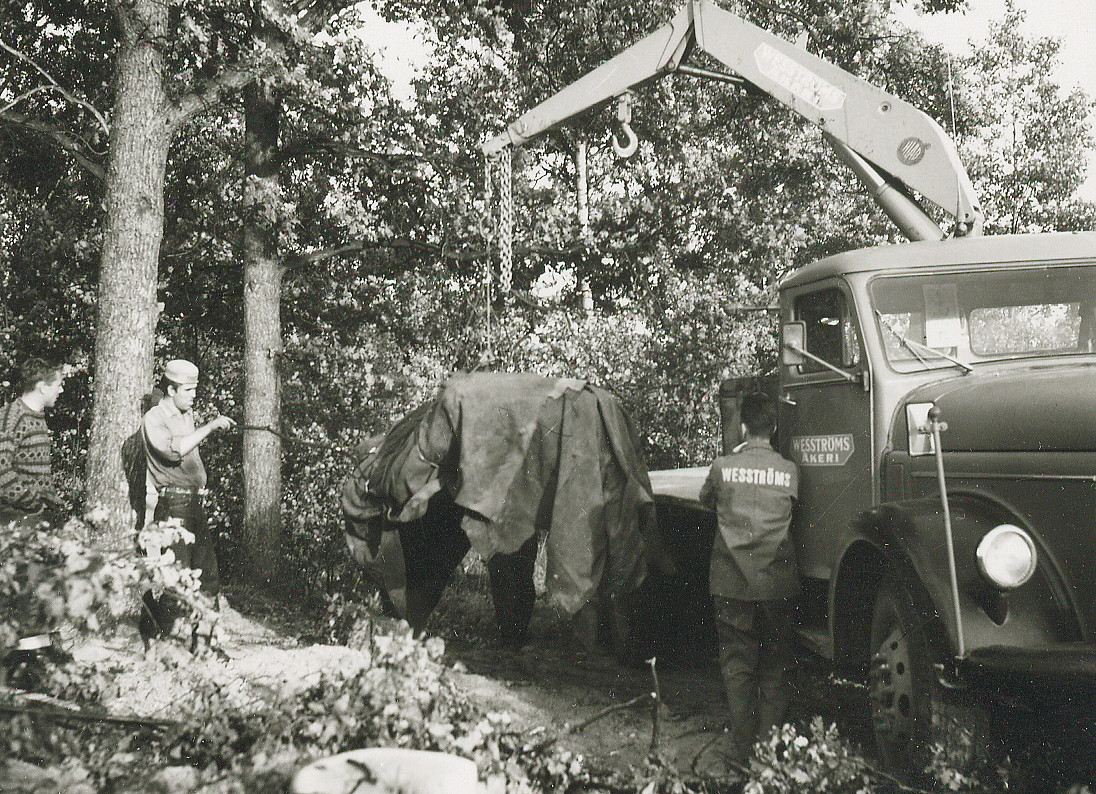
Flyttning med kranbil 1966
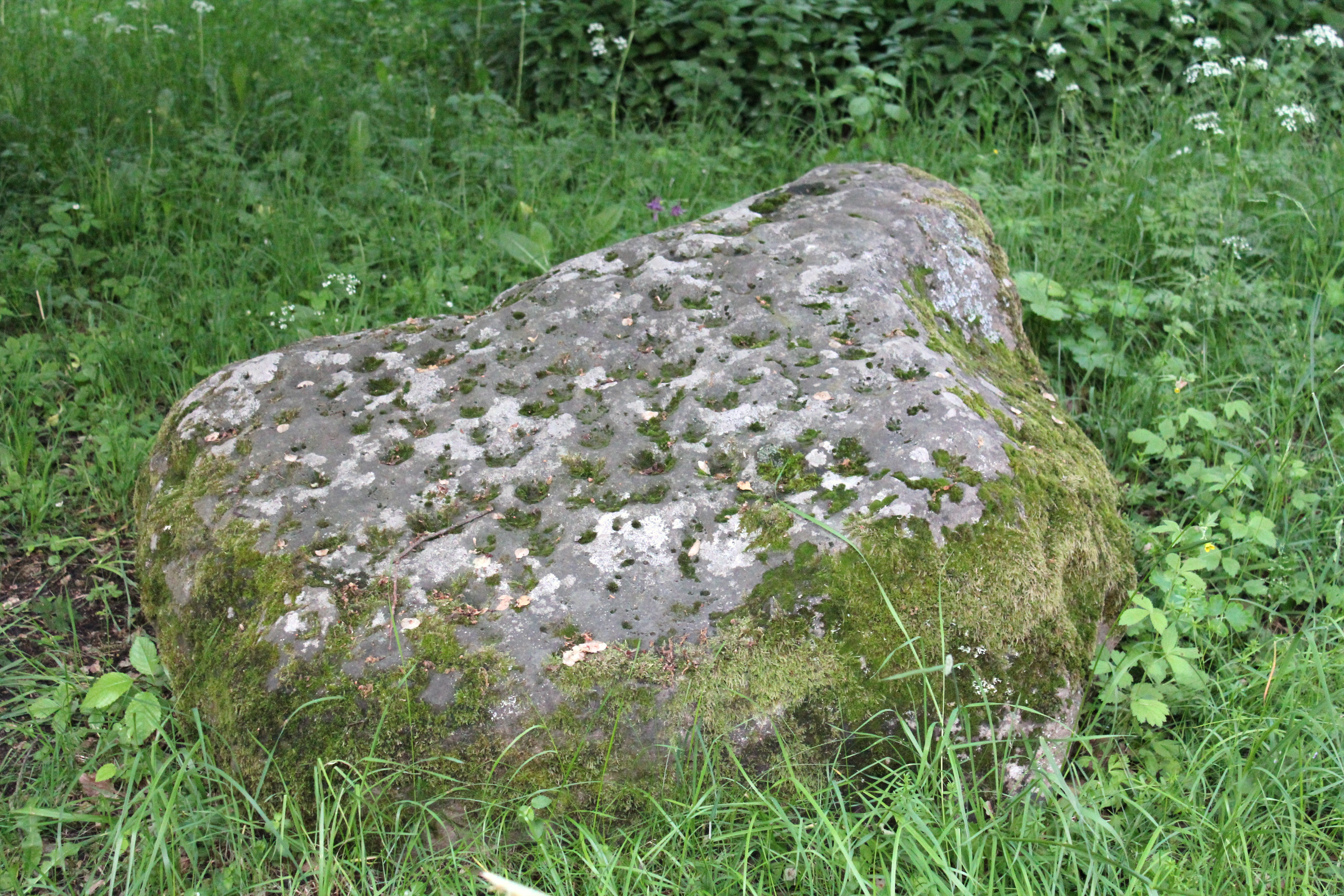
På sin nuvarande plats 2013
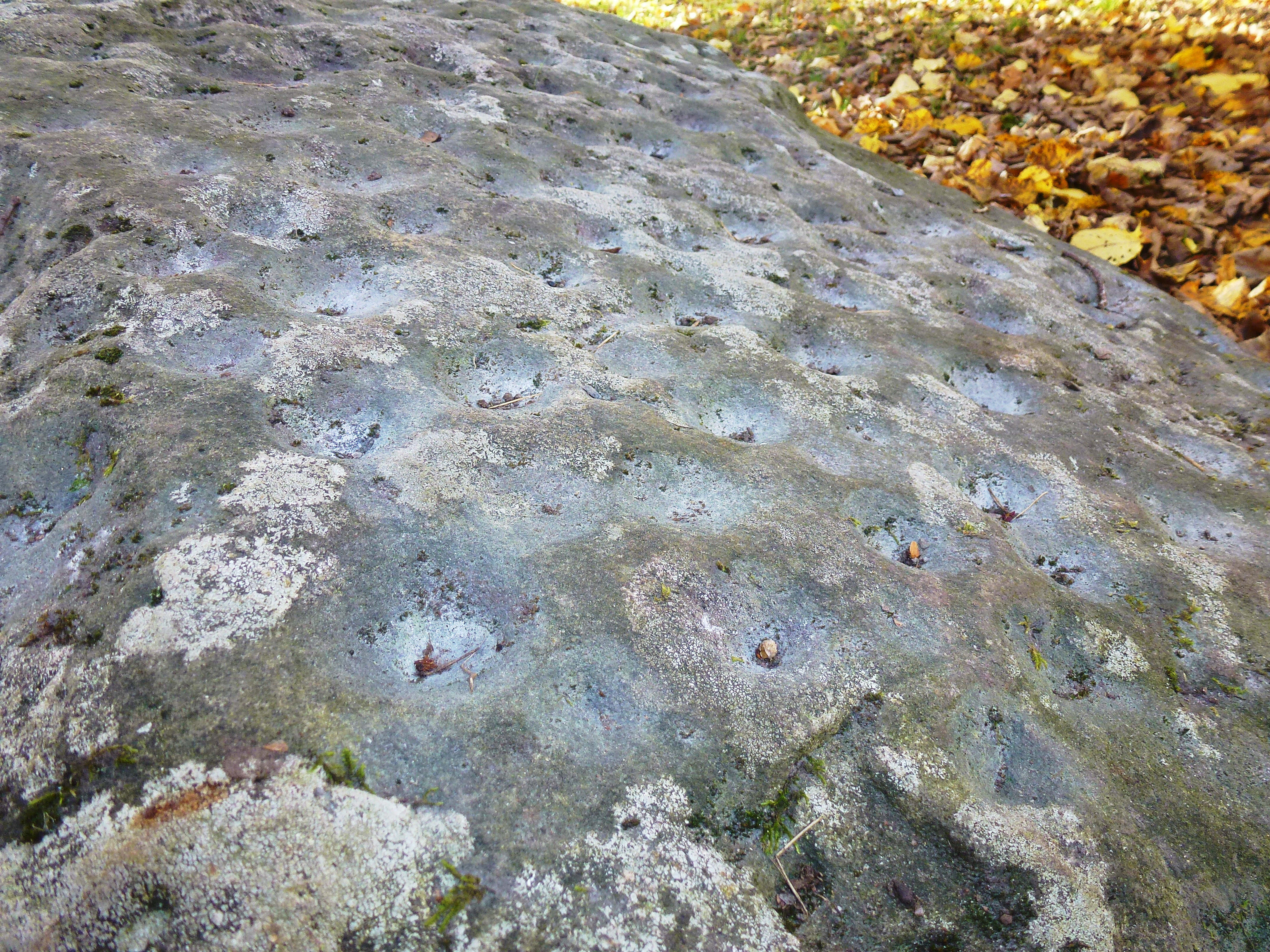
Detalj på älvkvarnar 2015